# Тимофеев, Гавриил Ефимович
 Гавриил Ефимович Тимофеев  (1881, Харьков — 1926) — русский учёный-химик, преподаватель ряда высших учебных заведений.

## Биография
Сын крестьянина. Родился 22 марта 1881 года[по какому календарю?] в Харькове. В 1894 году поступил в V класс Первой Харьковской гимназии, которую окончил в 1898 году с золотой медалью. Затем окончил с дипломом первой степени физико-математический факультет Харьковского университета (отделение естественных наук) и был определён лаборантом при неорганическом отделении университетской лаборатории; занимался электрохимическими исследованиями в Карасевской лаборатории Хрущова, затем был избран ассистентом при кафедре неорганической химии, а в 1907 году стал приват-доцентом университета.
После стажировок в 1908 году в лаборатории Бредига в Гейдельберге, и в 1910 году у Ле Шателье в Париже и у Коэна в Утрехте, где он проводил разнообразные физико-химические исследования, сосредоточился на изучении скоростей реакций в неводных растворах, пытаясь установить взаимосвязь между характером сольватации реагентов и кинетическими закономерностями. Эти исследования были продолжены им и в послереволюционный период.
За большие заслуги в работе Харьковского общества распространения в народе грамотности Г. Е. Тимофеев был единогласно избран в 1907 году общим собранием в пожизненные члены этого общества. С 1907 года он также преподавал аналитическую химию на медицинском факультете Харьковского университета, читал общую химию студентам-физикам; был блестящим лектором и уделял большое внимание демонстрационным опытам.
Изучал влияние давления на электродвижущую силу в лабораториях Германии, Франции, Голландии. Участвовал в работе XII съезда русских естествоиспытателей и врачей в Москве (1909—1910). В 1913 году получил степень магистра химии. С 1916 года — член физико-химического общества при Харьковском университете.
В 1917 году стал заведующим кафедрой аналитической химии Екатеринославского горного института. С 1921 года — руководитель научно-исследовательской кафедры по неорганической химии при Харьковском институте народного образования; декан в 1923—1924 годах. Одновременно читал лекции по химии в Харьковском медицинском институте.
Скончался в 1926 году.